# Jean-Patrick Lebel
Pour les personnes ayant le même patronyme, voir Lebel.
Jean-Patrick Lebel est un réalisateur et scénariste français, également animateur culturel, producteur et écrivain de cinéma, né le 8 janvier 1942 à Tananarive (Madagascar) et mort le 20 novembre 2012 à Paris.

## Parcours
Jean-Patrick Lebel est ancien élève de l'IDHEC, dont il a été diplômé en 1963.
Il se définit comme « aideur-de-films-à-se-faire ; plongeur occasionnel dans la théorie (Cinéma & Idéologie) ; réalisateur à ses moments gagnés, documentaires et fiction ».
Après dix ans d'expérience professionnelle dans le long-métrage (une vingtaine de longs-métrages comme assistant-réalisateur, régisseur, directeur de production, producteur exécutif), doublée d'une activité critique et théorique dans le domaine du cinéma (trois livres édités, divers articles), il choisit la décentralisation en matière d'images et de sons au sein de la Maison de la culture 93, dont il dirige l'Unité Audiovisuel.
Il est cofondateur en 1983, avec Claudine Bories, de l'association Périphérie, Centre de création cinématographique, issu de l'unité Audiovisuel de la Maison de la culture de la Seine-Saint-Denis. Il en devient le directeur entre 1984 et 2004. Il participe parallèlement à Périfilms. Pendant cette période, il est à la fois réalisateur et producteur de nombreux courts métrages, films documentaires et de fiction. Il est nommé Président de cette association entre 2005 et 2012. Il s'investit en outre dans la mémoire du territoire de la Seine-Saint-Denis.

## Filmographie
Réalisateur
- 1979 : Plurielles
- 1981 : Le Décalage (documentaire)
- 1982 : Le Mariage de Mme Citroën et de Mr CGT
- 1985 : Nasdine Hodja au pays du business (documentaire)
- 1987 : L'Homme gris (captation et re-création)
- 1987 : Cité de la Muette (documentaire)
- 1988 : Notes pour Debussy - Lettre ouverte à Jean-Luc Godard (documentaire)
- 1992 : Le bout de ses actes (documentaire. Périphérie production)
- 1993 : Les Heures creuses de Claude Miller (documentaire)
- 1996 : Calino Maneige (long métrage de fiction)
- 1997 : La Cheminée dans la cafetière (court-métrage)
- 1999 : On s'fait un film (documentaire coréalisé avec Philippe Troyon)
- 2000 : Voyages à Venise (documentaire coréalisé avec Philippe Troyon)
- 2000 : La Rencontre (documentaire)
- 2001 : Le Huron dans la lucarne [court-métrage)
- 2002 : La Démocratie dans l'école (documentaire, Périphérie production)
- 2010 : Je m'appelle Garance (documentaire)
- 2011 : Les Ratés dans la chaudière (court métrage)

Scénariste
- 1972 : Beau masque
- 1979 : Plurielles
- 1984 : Nasdine Hodja au pays du business
- 1996 : Calino Maneige

Assistant réalisateur
- 1967 : L'Horizon de Jacques Rouffio
- 1969 : Slogan de Pierre Grimblat
- 1971 : Léa l'hiver de Marc Monnet
- 1973 : Défense de savoir de Nadine Trintignant
- 1976 : Un type comme moi ne devrait jamais mourir de Michel Vianey
- 1977 : La Communion solennelle de René Féret

Acteur
- 1967 : Deux ou trois choses que je sais d'elle : Pécuchet
- 1967 : Le Plus Vieux Métier du monde (segment Anticipation, ou l'Amour en l'an 2000)
- 1990 : Lacenaire : Le capitaine

## Publications
- Buster Keaton, coll. Classiques du cinéma, Éditions universitaires, Paris, 1964
- Cinéma et idéologie, coll. Les Essais de la Nouvelle critique, Éditions sociales, Paris, 1971